# Babka piaskowa (roślina)
Babka piaskowa, babka gałęzista (Plantago indica L.) – gatunek rocznej rośliny z rodziny babkowatych (Plantaginaceae). Występuje w miejscach piaszczystych w Europie i zachodniej Azji, w Polsce roślina rozpowszechniona. Gatunek uprawiany ze względu na nasiona wykorzystywane w ziołolecznictwie i szeroko rozprzestrzeniony w świecie – jako gatunek introdukowany rośnie w Ameryce Północnej, Australii, Azji wschodniej i południowej.

## Morfologia

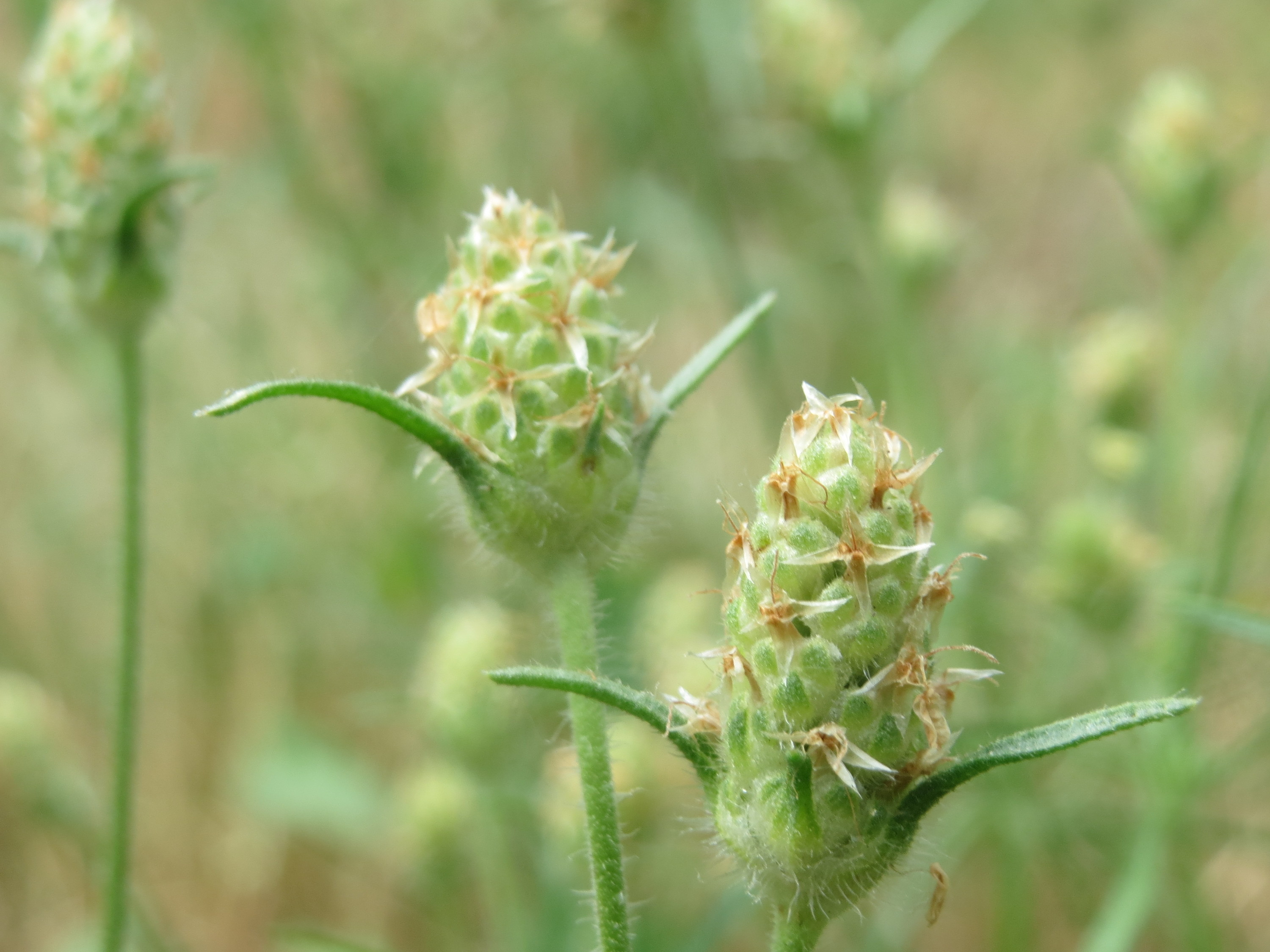
Kwiatostany z charakterystycznie wydłużonymi, dolnymi przysadkami

ŁodygaProsto wzniesiona, nierozgałęziona w przypadku mniejszych roślin, większe rośliny rozgałęzione, przy czym gałązki lekko odstają lub podnoszą się łukowato. Osiąga zwykle do 25 cm wysokości, rzadko do 60 cm. Międzywęźla w górze skrócone, poza tym wydłużone. Łodyga, jak i cała roślina pokryta jest półprzylegającymi włoskami. Jeśli jest ogruczolona, to nieznacznie i z bardzo krótkimi gruczołkami.
KorzeńPalowy, cienki, zwykle rosnący pionowo w dół.
LiścieNaprzeciwległe (rzadko w okółkach po 3), równowąskie, siedzące, o szerokości do 4 mm i długości do 6, rzadko do 8 cm, ostre, choć na samym wierzchołku nieco stępione.
KwiatyDrobne, zebrane w liczne, gęste i jajowate kłosy (tylko u bardzo drobnych roślin jest jeden kłos szczytowy). Kłosy o długości od 7 do 20 mm osadzone są na szypułach podobnej długości jak liście lub krótszych (od 2 do 8 cm). W obrębie kłosa dolne przysadki z nerwami bocznymi, wyciągnięte na szczycie w długi, lancetowaty kończyk – osiągają od 5 do 20 mm długości. Środkowe przysadki ostre, ale już bez kończyka, a górne tępe i błoniaste na szczycie. Działki kielicha 4, długości do 4 mm. Korona kwiatu drobna, błoniasta, rurkowata, z 4 lekko zaostrzonymi łatkami o długości do 2 mm. Pręciki 4 z pylnikami żółtymi o długości ok. 2 mm.
OwoceSzeroko elipsoidalne torebki o długości do 3,5 mm, pękające poprzecznie w dolnej połowie. Zawierają po dwa nasiona brunatne, o odcieniu czarniawym lub czerwonawym, lśniące, o długości nieco ponad 2,5 mm.
Gatunki podobneBabka płesznik P. afra jest silnie ogruczolona i przysadki ma niezróżnicowane w obrębie kłosa.

## Biologia i ekologia
Roślina jednoroczna, kwitnąca głównie w lipcu i sierpniu, rzadziej od czerwca do września. Kwiaty są wiatropylne, ale też samopylne. Owocuje od sierpnia do października.
Jest wybitnie światłolubna, ale niezbyt kserofilna – nie rośnie w miejscach bardzo suchych, unika też gleb zasobnych w węglan wapnia. Rośnie w miejscach piaszczystych, na przydrożach i wydmach.
Liczba chromosomów 2n = 12.

## Zastosowania
Roślina leczniczaStosowana podobnie jak babka płesznik (Plantago afra). Surowcem zielarskim są nasiona Psylli semen zwane podobnie jak w przypadku płesznika – czarnym psyllium (białego psylium dostarcza babka jajowata Plantago ovata). W przeciwieństwie do płesznika zastosowanie babki piaskowej, występującej w strefie umiarkowanej, jest ograniczone ponieważ podobne właściwości ma bardziej tu popularne siemię lniane.
Roślina jadalnaSpożywać można liście, zwłaszcza młode, w stanie surowym lub po ugotowaniu.